# فهرست میراث جهانی در کوبا
میراث جهانی در کوبا شامل ۹ اثر (۷ اثر فرهنگی و ۲ اثر طبیعی) از مکان‌های تاریخی فرهنگی و طبیعی در کوبا می‌باشد.
سایتهای میراث جهانی سازمان آموزشی، علمی و فرهنگی ملل متحد، یونسکو مکان‌هایی هستند که دارای اهمیت فرهنگی یا طبیعی هستند، همان‌طور که در پیمان‌نامه میراث جهانی یونسکو، که در سال ۱۹۷۲ تأسیس شده، شرح داده شده‌است. کوبا این پیمان‌نامه را در تاریخ ۲۴ مارس ۱۹۸۱ پذیرفت و مکان‌های تاریخی سرزمین کوبا را برای ورود به این فهرست واجد شرایط دانست.
کوبا اولین میراث تاریخی خود را طی ششمین جلسه کمیته میراث جهانی که دسامبر ۱۹۸۲ در مقر یونسکو در پاریس، فرانسه برگزار شد، وارد فهرست میراث جهانی کرد. در آن جلسه بخش قدیمی هاوانا و استحکامات آن که شامل بخش‌های مرکزی، پایتخت تاریخی کوبا، هاوانا و همچنین استحکامات ساخته شده در زمان استعماری اسپانیا، است، به‌عنوان اولین میراث تاریخی کوبا در این فهرست قرار گرفت.
فهرست میراث جهانی کوبا تنوع گسترده‌ای را شامل می‌شود. دو مورد از آن‌ها به‌دلیل اهمیت طبیعی آنها انتخاب شده‌است: پارک ملی الخاندرو هامبولت که در استان‌های شرقی استان اولگین و استان گوانتانامو، قرار دارد و پارک ملی دسمبارکو دل گرنما که نام آن برگرفته از نام برای قایقی است که حامل اعضای جنبش ۲۶ ژوئیه و آغازگران انقلاب کوبا بود. مناظر شهری شامل بافت قدیمی هاوانا، ترینیداد، و کاماگوی، که همه توسط استعمارگران نخستین اسپانیایی در سده شانزدهم تأسیس شده‌اند. این مکان‌ها همچنین شامل مناطق کشاورزی تاریخی، از جمله مزارع قهوه جنوب شرقی کوبا و منطقه تنباکو دره وینالس است.

## میراث جهانی
یونسکو سایت‌ها را با ده معیار فهرست می‌کند. هر ورودی باید حداقل یکی از معیارها را داشته باشد.
| # | نگاره | نام                                                 | موقعیت (استان‌های کوبا)                   | سال  | شماره ثبت معیارها | شرح | منبع          |
| - | --- | --------------------------------------------------- | ---------------------------------------- | ---- | ----------------- | --- | ------------- |
| ۱ | Cathedral's Plaza | هاوانای قدیم                                        | هاوانا                                   | ۱۹۸۲ | ۲۰۴ (iv)(v)       | هاوانا در سال ۱۵۱۹ توسط استعمارگران اسپانیایی تأسیس شد و در قرن ۱۷ به یکی از مراکز اصلی کشتی‌سازی کارائیب تبدیل شد. شهر قدیمی به سبک‌های معماری باروک و نئوکلاسیک ساخته شده‌است. از اماکن دیدنی تاریخی در هاوانای قدیمی می‌توان به کابانا، کلیسای جامع هاوانا و تئاتر بزرگ هاوانا اشاره کرد                                                                                     | [ ۵ ]         |
| ۲ | A group of buildings with red roofs in the middle of green trees and hills. There is a taller building with a tower in the center. | ترینیداد، کوبا و دره کارخانه‌های قند                 | استان سانکتی اسپیریتوس                   | ۱۹۸۸ | ۴۶۰ (iv)(v)       | شهر ترینیداد در اوایل سده شانزدهم تأسیس شده‌است. در سال ۱۵۱۸، ارنان کورتس برای فتح مکزیک از بندری در ترینیداد آغاز کرد. این شهر به دلیل موفقیت در صنعت تولید قند و شکر بومی، در کل دوره استعمار رونق فراوانی داشت. دره کارخانه‌های قند سرچشمه صنعت قند کوبا بود که در قرن ۱۸ بنا شد. این مکان در بسیاری از کارخانه‌های قند نیشکر و همچنین مزارع گاو و مزارع دخانیات قرار دارد. | [ ۶ ] [ ۷ ]   |
| ۳ | A series of walls made of stone sit on a hill that is above water.                                                                 | قلعه سن پدرو دو لا روکا                             | استان سانتیاگو د کوبا                    | ۱۹۹۷ | ۸۴۱ (iv)(v)       | این قلعه بزرگ برای دفاع از بندر مهم سانتیاگو د کوبا ساخته شده‌است. طراحی استحکامات بر پایه معماری ایتالیایی و رنسانس بنا شده‌است. مجموعه انبار مهمات، سنگرها و آتشبارها یکی از کامل‌ترین استحکامات دفاعی اسپانیا و آمریکا است که به خوبی حفظ شده‌است. | [ ۸ ]         |
| ۴ | | پارک ملی دسمبارکو دل گرنما                          | استان گرانما                             | ۱۹۹۹ | ۸۸۹ (vii)(viii)   | این پارک ملی برای قایق‌رانی ساخته شده‌است. اواخر سال ۱۹۵۶ فیدل کاسترو، رائول کاسترو، چه گوارا و ۷۹ عضو دیگر جنبش ۲۶ ژوئیه برای سرنگون کردن باتیستا و آغاز انقلاب کوبا، از این محل استفاده کردند. این پارک از یک توپوگرافی کارست منحصر به فرد با ویژگی‌هایی مانند تراس، صخره‌ها و آبشارها برخوردار است.                                                                          | [ ۹ ] [ ۱۰ ]  |
| ۵ | دره وینالس | دره وینالس                                          | استان پینار دل ریو                       | ۱۹۹۹ | ۸۴۰ (iv)          | روستای وینالس در سال ۱۸۷۵ پس از گسترش کشت دخانیات در دره اطراف ایجاد شد. دره دارای توپوگرافی کارستی، معماری بومی و روشهای سنتی کشت است. دره همچنین محل درگیری‌های مختلف نظامی در جنگ استقلال و انقلاب کوبا بود. | [ ۱۱ ] [ ۱۲ ] |
| ۶ | | چشم‌انداز باستانی اولین مزارع قهوه در جنوب شرقی کوبا | استان سانتیاگو د کوبا و استان گوانتانامو | ۲۰۰۰ | ۱۰۰۸ (iii)(iv)    | در طول سده نوزدهم و اوایل سده بیستم، کوبای شرقی عمدتاً زیر کشت قهوه بود. این منطقه بقایای مزارع، فنون به کار گرفته شده در زمین‌های سخت و دشوار و همچنین اهمیت اقتصادی و اجتماعی سیستم مزارع در کوبا و کارائیب را نشان می‌دهد. | [ ۱۳ ]        |
| ۷ | Tall green trees and hills are on both sides of a river in the center.                                                             | پارک ملی الخاندرو هامبولت                           | استان اولگین و استان گوانتانامو          | ۲۰۰۱ | ۸۳۹ (ix)(x)       | رودخانه‌هایی که از ارتفاعات زیاد سرچشمه می‌گیرند از بزرگترین جزایر کارائیب جدا هستند. این پارک طیف گسترده‌ای از انواع زمین‌شناسی را به نمایش می‌گذارد. پوشش گیاهی منطقه شامل بسیاری از گونه‌های بیولوژیکی، از جمله ۱۶ گونه از ۲۸ گونه بومی کوبا، و همچنین گونه‌های جانوری مانند شکاف‌دندان کوبایی در معرض خطر است.                                                                  | [ ۱۴ ] [ ۱۵ ] |
| ۸ | A building with yellow walls has two towers of different heights with round red roofs. There are bells in the tallest tower.       | مرکز تاریخی سینفوهگوس                               | استان سیینفوئگوس                         | ۲۰۰۵ | ۱۲۰۲ (ii)(iv)     | سینفوهگوس در سال ۱۸۱۹ به عنوان مستعمره اسپانیا تأسیس شد، اگرچه اولین ساکنان آن مهاجران فرانسوی بودند. به دلیل قرار گرفتن در خلیج سینفوهگوس، این شهر به مرکز تجارت نیشکر، دخانیات و قهوه تبدیل شد. به دلیل استقرار در دوره استعماری و پس از آن، شهر دارای تأثیرات معماری مدرن‌تری از جمله ایده‌های نوین در زمینه برنامه‌ریزی شهری است.                                          | [ ۱۶ ]        |
| ۹ | There is a large stone building in the center with a tall tower. Behind are several smaller buildings with red roofs.              | مرکز تاریخی کاماگوی                                 | استان کاماگوئی                           | ۲۰۰۸ | ۱۲۷۰ (iv)(v)      | کاماگوی یکی از هفت روستای نخستینی است که توسط اسپانیایی‌ها در کوبا تأسیس شده‌است، و اولین بار در سال ۱۵۲۸ در آن مستقر شدند. سازمان نامنظم این شهر با ساخت و ساز معمول و منظم بیشتر سایر شهرک‌های اسپانیایی متفاوت است. این سبک دارای پر پیچ و خم مانند تحت تأثیر ایده‌های اروپایی قرون وسطایی و روش‌های سنتی ساخت و ساز ماسون‌های مهاجر اولیه و کارگران ساختمانی بوده‌است.         | [ ۱۷ ]        |

## فهرست آزمایشی
علاوه بر سایت‌های موجود در فهرست میراث جهانی، کشورهای عضو می‌توانند فهرستی از سایت‌های آزمایشی را که ممکن است برای نامزدی در نظر بگیرند، در این فهرست قرار دهند. نامزدها در فهرست میراث جهانی تنها در صورتی پذیرفته می‌شوند که سایت قبلاً در فهرست آزمایشی قرار داشته باشد.
از سال ۲۰۱۱، کوبا سه سایت را در لیست آزمایشی خود قرار داد:
| # | نگاره | نام                         | موقعیت (استان‌های کوبا) | سال ثبت | معیارها             | شرح | منبع   |
| - | ----- | --------------------------- | --- | ------- | ------------------- | --- | ------ |
| ۱ |       | پارک ملی باتلاقی زاپاتا     | استان ماتانزاس | ۲۰۰۳    | (vii)(ix)(x)        | این پارک به عنوان یک ذخیره گاه زیست کره ثبت شده‌است و دارای مناظر و گونه‌های متنوعی از جمله جنگل‌های کرنا و بخش‌هایی از صخره‌های مرجانی است. | [ ۲۰ ] |
| ۲ |       | دانشکده‌های ملی هنر          | هاوانا | ۲۰۰۳    | (i)(ii)(iii)(iv)(v) | دانشکده‌های ملی هنر در سال ۱۹۶۲ برای آموزش هنرمندان در هنرهای پلاستیکی، موسیقی، باله، درام، رقص مدرن و فولکلور تأسیس شد. معماری این بناها براساس سبک معماری معاصر کوبایی است که معماران از آجر به جای سیمان استفاده می‌کردند که در آن زمان کمیاب بود.                                                                                       | [ ۲۱ ] |
| ۳ |       | سیستم آب‌سنگ در کارائیب کوبا | استان پینار دل ریو، استان آرتمیسا، استان مایابکه، استان ماتانزاس، استان سیینفوئگوس، استان ویا کلارا، استان سانکتی اسپیریتوس، استان سیه‌گو ده آویلا، استان کاماگوئی | ۲۰۰۳    | (vii)(x)            | این سایت شامل بخش‌های مختلفی از صخره‌های مرجانی در سواحل جنوبی، به ویژه در محور مجمع الجزایر کاناروس و خاردینز د لا رینا (باغ‌های ملکه) است. این سایت از شبه جزیره گاناهاکابیبس در غربی‌ترین نقطه کوبا تا خاردینز د لا رینا در جنوب شرقی امتداد دارد. در کل، این سیستم ۸۰۰ کیلومتر (۵۰۰ مایل) پهنا دارد و شامل نه مکان حفاظت شده گوناگون است. | [ ۲۲ ] |

## یادداشت
۱ ^  ایسلا د لا خوبنتود بیشتر از یک استان به عنوان یک شهرداری خاص تعریف می‌شود. در تاریخ ۱ ژانویه سال ۲۰۱۱، استان لا حبنا به استان آرتمیسا و استان مایابکه تقسیم شد و Ciudad de La Habana هم‌اکنون به عنوان استان La Habana شناخته می‌شود.